# Угу Луж
Угу Луж (порт. Hugo Luz, нар. 24 лютого 1982, Фару) — португальський футболіст, що грав на позиції захисника. Виступав, зокрема, за клуби «Порту» та «Васлуй», а також молодіжну збірну Португалії.
Чемпіон Португалії.

## Клубна кар'єра
Народився 24 лютого 1982 року в місті Фару. Вихованець юнацьких команд футбольних клубів «Фаренсе» та «Порту».
У дорослому футболі дебютував 2000 року виступами за команду клубу «Порту Б», в якій провів три сезони, взявши участь у 73 матчах чемпіонату. У сезоні 2003/04 років з ініціативи Жозе Моурінью переведений до першої команди «Порту». Однак у складі клубу з Порту основним гравцем не став, зіграв 2 матчі в елітному дивізіоні португальського чемпіонату. Решту сезону 2003/04 років провів в оренді у «Жіл Вісенте»
Згодом з 2004 по 2008 рік грав у складі клубів «Ештрела», «Мая» та «Ольяненсі».
2008 року уклав контракт з клубом «Васлуй», у складі якого провів наступні чотири роки своєї кар'єри гравця.
Протягом 2012—2015 років захищав кольори команди клубу «Фаренсе». Завершив професіональну кар'єру гравця у клубі «Армасененсеш», за команду якого виступав протягом 2016—2017 років.

## Виступи за збірну
2003 року залучався до складу молодіжної збірної Португалії. На молодіжному рівні зіграв у 3 офіційних матчах.

## Статистика виступів

### Клубна
| Період    | Клуб                 | Країна               | Матчі | Голи |
| 2002-2003 | «Порту»              | Португалія           | 2     | 0    |
| 2003-2004 | «Жіл Вісенте»        | Португалія           | 10    | 0    |
| 2004-2005 | «Ештрела»            | Португалія           | 19    | 0    |
| 2005-2006 | «Мая»                | Португалія           | 19    | 1    |
| 2006-2007 | «Ольяненсі»          | Португалія           | 29    | 0    |
| 2007-2008 | «Ольяненсі» «Васлуй» | Португалія · Румунія | 17 8  | 0    |
| 2008-2009 | «Васлуй»             | Румунія              | 26    | 1    |
| 2009-2010 | «Васлуй»             | Румунія              | 21    | 1    |

## Досягнення
«Порто»
- Прімейра-Ліга
  -  Чемпіон (1): 2002/03

«Васлуй»
- Кубок Румунії
  -  Фіналіст (1): 2009/10

- Кубок Інтертото
  -  Володар (1): 2008

«Фаренсе»
- Другий дивізіон Португалії
  -  Чемпіон (1): 2012/13